# Cicindelinae

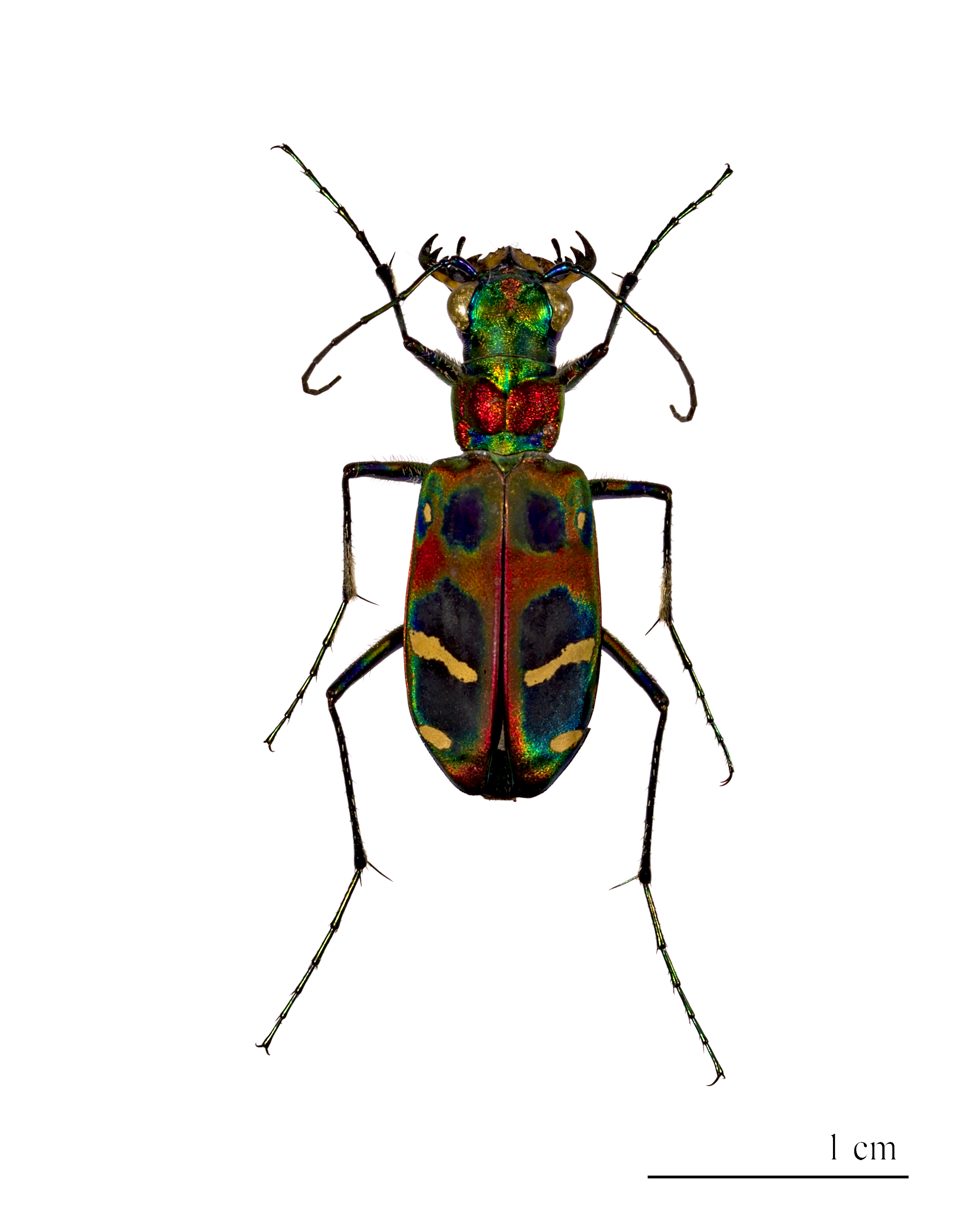
Cicindela chinensis

Los cicindelinos (Cicindelinae) son una subfamilia de coleópteros de la familia Carabidae con unas mil seiscientas especies descritas. Se les conoce con el nombre común de escarabajos tigre, por la voracidad de sus hábitos depredadores.

## Posición taxonómica
En clasificaciones antiguas se les considera una familia independiente (Cicindelidae), pero la tendencia actual es la de considerarlos parte de la familia Carabidae, ya sea como subfamilia de la misma (Lawrence & Newton) o como supertribu (Cicindelitae) de la subfamilia Carabinae.

## Características
Los cicindelinos son coleópteros de vistosos colores metálicos con dibujos blancos o amarillentos sobre los élitros, con ojos voluminosos y mandíbulas grandes y multidentadas. Las patas son largas y delgadas, con las que corren con mucha agilidad; la mayoría son también buenos voladores. Ha sido considerado el animal más rápido del mundo, aunque después fue superado por un tipo de ácaro (Paratarsotomus macropalpis), aunque solo puede alcanzar los 8 km/h; pero si comparamos su tamaño con el de un ser humano, equivale a correr a casi 360 km/h.

## Biología y ecología
Viven desde el nivel del mar hasta los 3500 m s. n. m. Ocupan un amplio espectro de hábitats, y algunas especies tienen un gran valor como indicadores biogeográficos y ecológicos.
Son coleópteros depredadores que se alimentan de insectos, arañas, lombrices, etc., a los que persiguen activamente. Las hembras hacen la puesta en el suelo. Las larvas excavan un tubo en la tierra, donde se refugian y acechan a sus presas sacando las mandíbulas al exterior; una vez capturadas, son introducidas al fondo de la galería para ser devoradas; las larvas mantienen su madriguera limpia sacando los excrementos y los restos de comida al exterior.
Se sabe que las larvas del escarabajo tigre se mueven rodando.

## Taxonomía

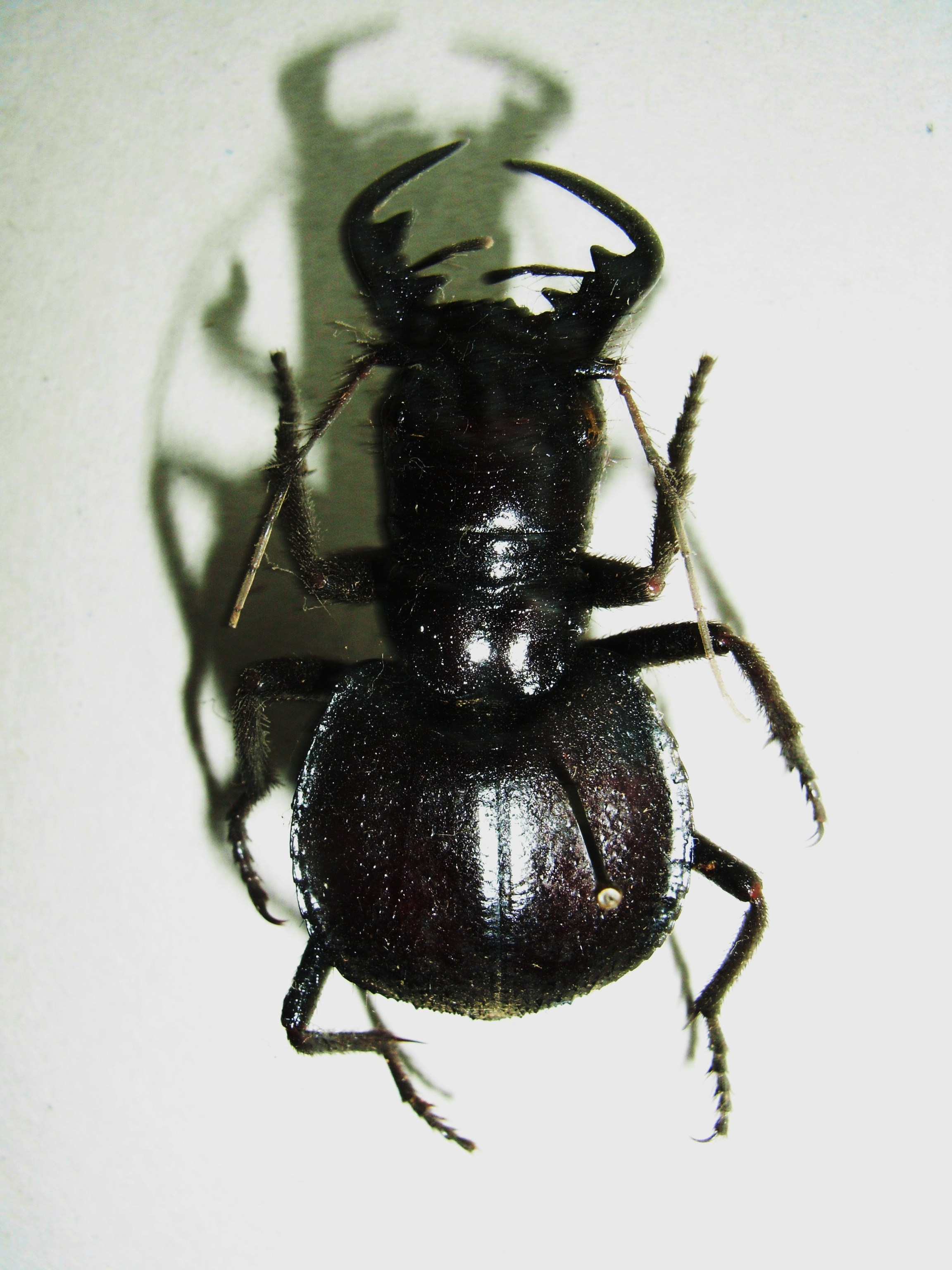
Ejemplar de museo de Manticora sp. de Mozambique.

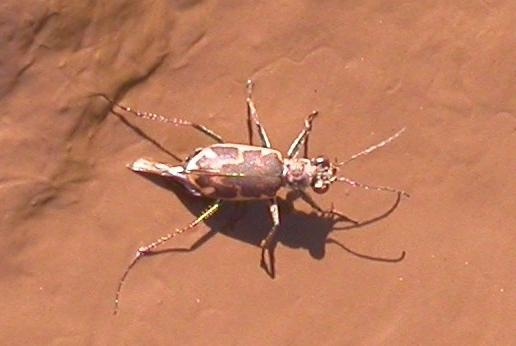
Cicindela nevadica lincolniana

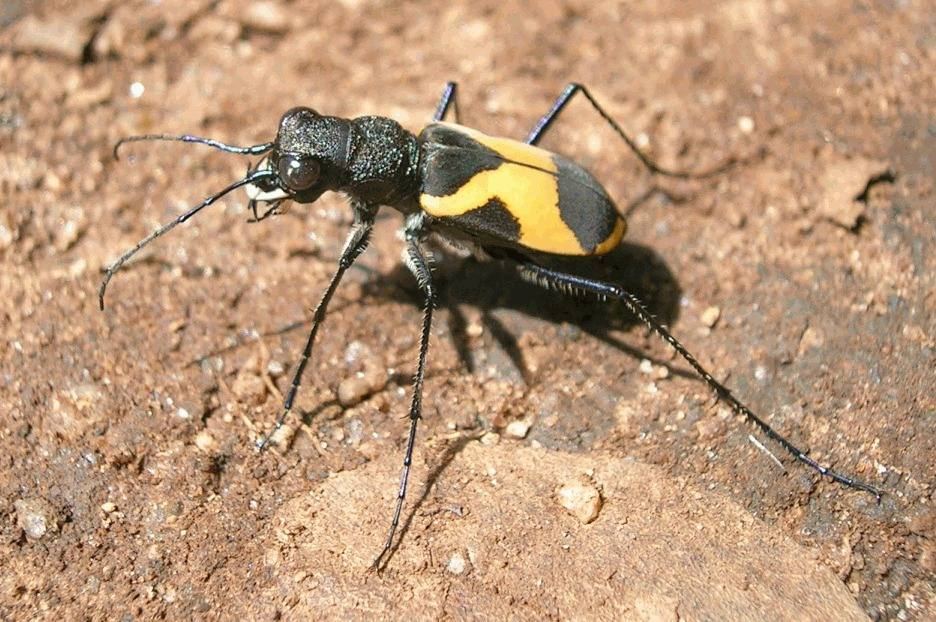
Cicindela aurofasciata de India

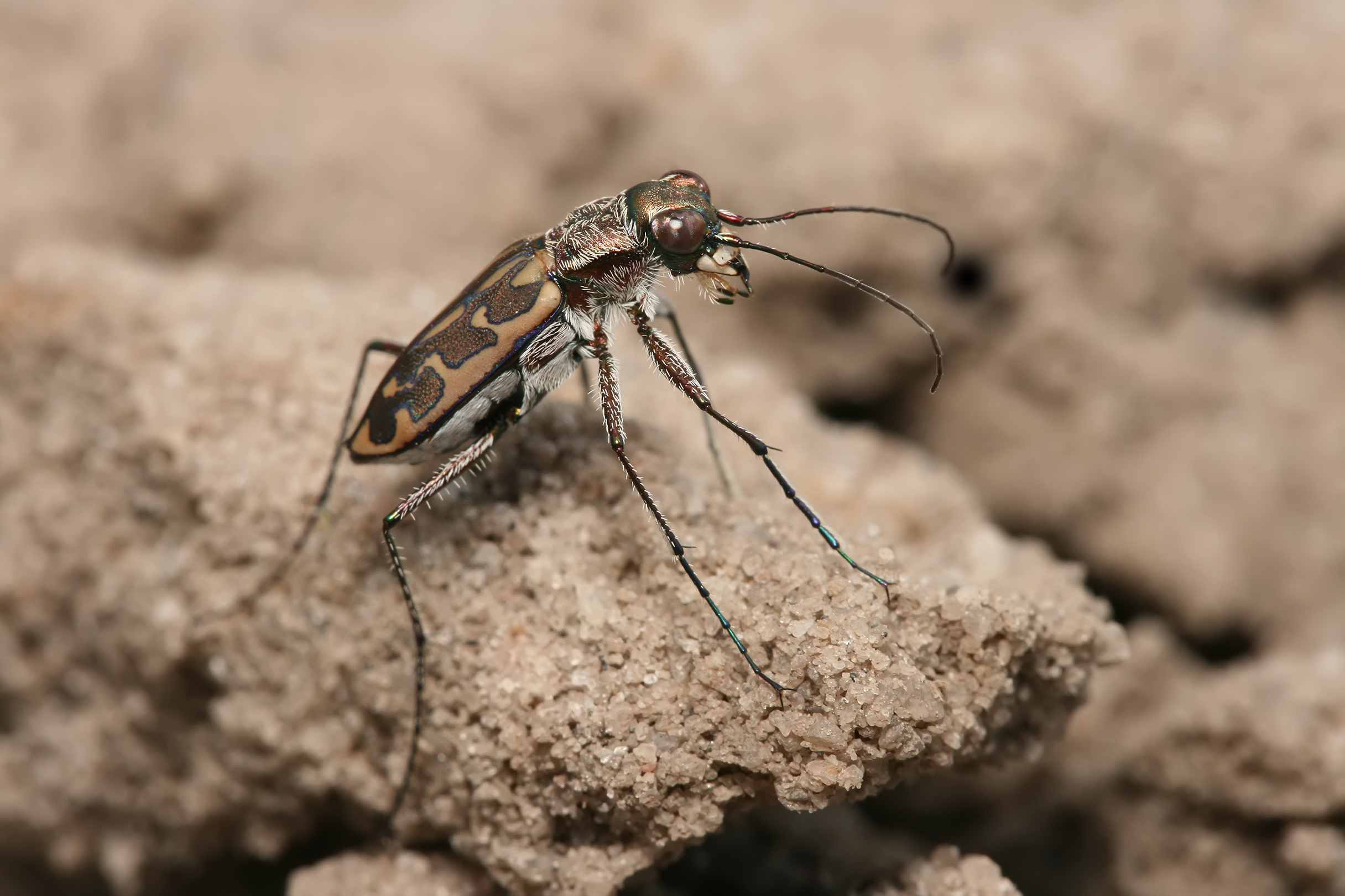
Un escarabajo cicindelino, buen corredor

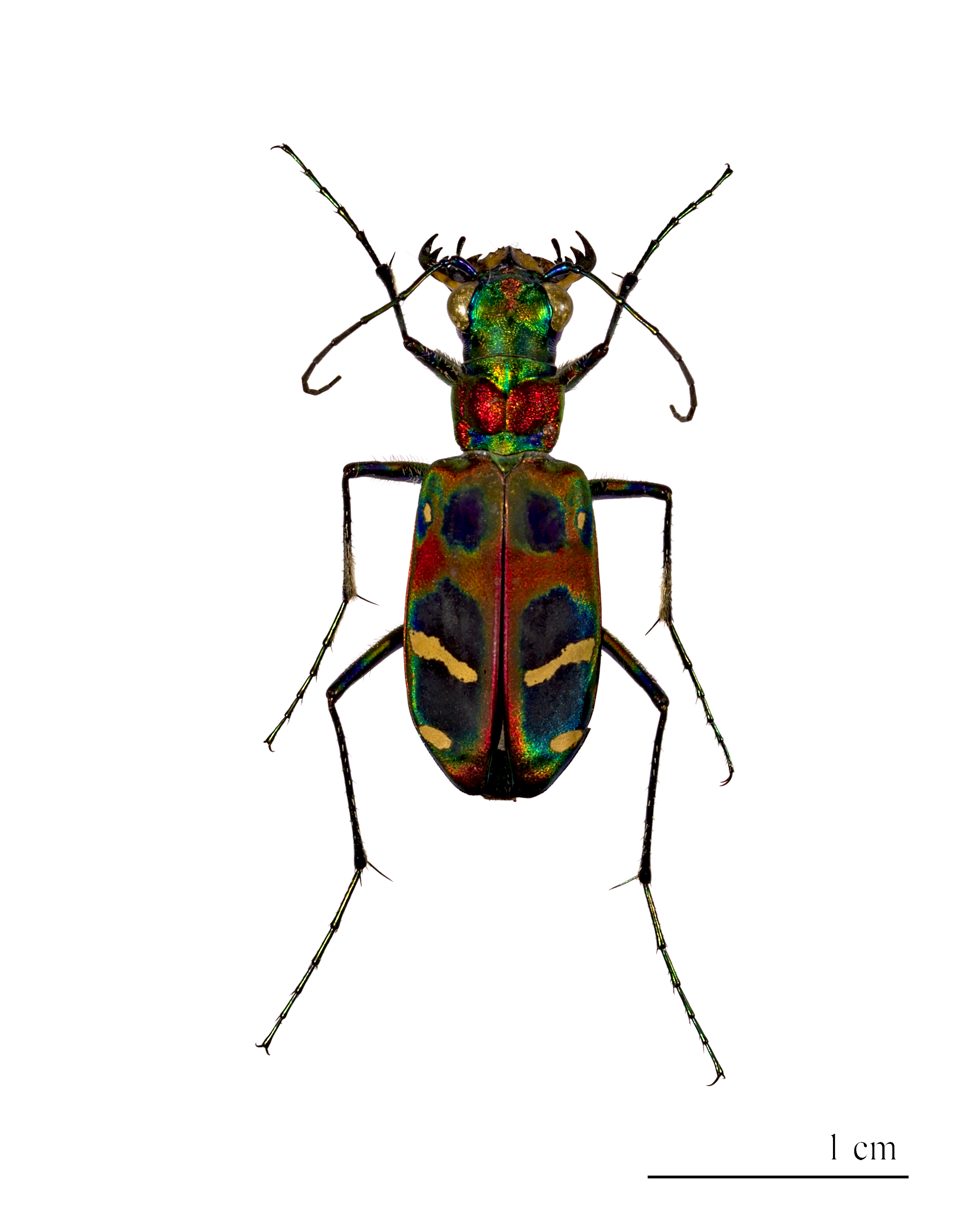
Cicindela chinensis

Tradicionalmente los cicindelinos eran considerados una familia, pero hoy se los considera una subfamilia, Cicindelinae, dentro de Carabidae.
Los géneros incluyen:
- Abroscelis Hope, 1838
- Amblycheila Say, 1829
- Aniara Hope, 1838
- Antennaria Dokhtouroff, 1883
- Apteroessa Hope, 1838
- Archidela Rivalier, 1963
- Baloghiella Mandl, 1981
- Bennigsenium W. Horn, 1897
- Brasiella Rivalier, 1954
- Caledonica Chaudoir, 1860
- Caledonomorpha W. Horn, 1897
- Callytron Gistl, 1848
- Calomera Motschulsky, 1862
- Calyptoglossa Jeannel, 1946
- Cenothyla Rivalier, 1969
- Cephalota Dokhtouroff, 1883
- Chaetodera Jeannel, 1946
- Cheilonycha Lacordaire, 1843
- Cheiloxya Guerin-Meneville, 1855
- Cicindela Linnaeus, 1758
- Collyris Fabricius, 1801
- Cratohaerea Chaudoir, 1850
- Ctenostoma Klug, 1821
- Cylindera Westwood, 1831
- Darlingtonica Cassola, 1986
- Derocrania Chaudoir, 1860
- Diastrophella Rivalier, 1957
- Dilatotarsa Dokhtouroff, 1882
- Distipsidera Westwood, 1837
- Dromica Dejean, 1826
- Dromicoida Werner, 1995
- Dromochorus Guerin-Meneville, 1845
- Ellipsoptera Dokhtouroff, 1883
- Enantiola Rivalier, 1961
- Eucallia Guerin-Meneville, 1844
- Eunota Rivalier, 1954
- Euprosopus Dejean, 1825
- Euryarthron Guerin-Meneville, 1849
- Eurymorpha Hope, 1838
- Euzona Rivalier, 1963
- Grandopronotalia W. Horn, 1936
- Guineica Rivalier, 1963
- Habrodera Motschulsky, 1862
- Habroscelimorpha Dokhtouroff, 1883
- Heptodonta Hope, 1838
- Hypaetha Leconte, 1860
- Iresia Dejean, 1831
- Jansenia Chaudoir, 1865
- Langea W. Horn, 1901
- Leptognatha Rivalier, 1963
- Lophyra Motschulsky, 1859
- Macfarlandia Sumlin, 1981
- Manautea Deuve, 2006
- Mantica Kolbe, 1896
- Manticora Fabricius, 1792
- Megacephala Latreille, 1802
- Megalomma Westwood, 1842
- Metriocheila Thomson, 1857
- Micromentignatha Sumlin, 1981
- Microthylax Rivalier, 1954
- Myriochila Motschulsky, 1862
- Naviauxella Cassola, 1988
- Neochila Basilewsky, 1953
- Neocicindela Rivalier, 1963
- Neocollyris W. Horn, 1901
- Neolaphyra Bedel, 1895
- Nickerlea W. Horn, 1899
- Notospira Rivalier, 1961
- Odontocheila Laporte, 1834
- Omus Eschscholtz, 1829
- Opilidia Rivalier, 1954
- Opisthencentrus W. Horn, 1893
- Orthocindela Rivalier, 1972
- Oxycheila Dejean, 1825
- Oxycheilopsis Cassola & Werner, 2004
- Oxygonia Mannerheim, 1837
- Oxygoniola W. Horn, 1892
- Paraphysodeutera J. Moravec, 2002
- Pentacomia Bates, 1872
- Peridexia Chaudoir, 1860
- Phyllodroma Lacordaire, 1843
- Physodeutera Lacordaire, 1843
- Picnochile Motschulsky, 1856
- Platychile Macleay, 1825
- Pogonostoma Klug, 1835
- Polyrhanis Rivalier, 1963
- Pometon Fleutiaux, 1899
- Prepusa Chaudoir, 1850
- Probstia Cassola, 2002
- Pronyssa Bates, 1874
- Pronyssiformia W. Horn, 1929
- Prothyma Hope, 1838
- Prothymidia Rivalier, 1957
- Protocollyris Mandl, 1975
- Pseudoxycheila Guerin-Meneville, 1839
- Rhysopleura Sloane, 1906
- Rhytidophaena Bates, 1891
- Rivacindela Nidek, 1973
- Ronhuberia J. Moravec & Kudrna, 2002
- Salpingophora Rivalier, 1950
- Socotrana Cassola & Wranik, 1998
- Stenocosmia Rivalier, 1965
- Sumlinia Cassola & Werner, 2001
- Therates Latreille, 1816
- Thopeutica Schaum, 1861
- Tricondyla Latreille, 1822
- Vata Fauvel, 1903
- Waltherhornia Olsoufieff, 1934